# がん哲学外来
がん哲学外来（がんてつがくがいらい）とは、病院の外で、医師と患者が対話を行う個人面談で、2008年頃より順天堂大学医学部病理・腫瘍学教授で一般社団法人がん哲学外来理事長の樋野興夫が提唱し開始。がんを宣告された人は、そのほとんどが大きなショックを受けるが、患者本人とその家族の心のケアを目的に、発足された。その後、反響が大きく、大学病院の外に出し"語り合いの場"「メディカルカフェ」として全国的に展開を始めた。

## 概要
「外来」との言葉が入っているが、病院の専門外来ではなく、費用は無料で、時間は1回30分～1時間ほどが設定され、診察券も必要がない。治療であるカウンセリングとも異なり、医師が患者やその家族の悩みを聞き、同じ目線に立って"対話"をする場だと樋野は説明している。悩みの「解決」ではなく「解消」することが目的である。対話により、その人の中での悩みの優先順位が下がれば、それを問わなくなるが、樋野はそれを「解消」と呼ぶ。樋野はがん哲学外来では、白衣ではなくスーツを着用する。会場は病院ではなく、駅から近い公共の場を利用する。
2008年、同病院で期間限定で試験的に開催したところ、全国各地から予約が殺到。キャンセル待ちが50組にものぼった。2009年、この活動を全国へ展開をしていくことを目指し、樋野興夫を理事長に「特定非営利活動法人（NPO法人）がん哲学外来」が設立。2011年には、隙間を埋める活動を担う人材の育成と活動を推進する目的で「がん哲学外来市民学会」が市民によって設立されるとともに、「がん哲学外来コーディネーター」養成講座が開始された。

### きっかけ
2005年にアスベストを原因とする中皮腫患者専門の外来を担当していた樋野は、難治を悩む患者が多いことを受け、主治医と患者の隙間を埋める役割の必要性を感じ始めた。島根県の無医村で生まれた樋野は虚弱で、母親に背負われ隣村の診療所まで通ったことが医師になる原点となった。しかし、訛りがきつく人と話すことが苦手であることで病理医となる。
樋野は、患者が病院で医師から必要な情報提供を受け、話を聞くことの重要性のほか、それだけでは満たされない部分があり、治療だけでなく、心の安定を求めていると感じていた。一方、医師らは、そうした側面を理解しながらも多忙であり、患者一人一人に十分な診療の時間を取れない現実がある。そこをすくい取るために「がん哲学外来」を着想し、主治医には打ち明けづらいあらゆる相談に応えようと、2008年に始めたものである。その後、参加者らが自主的に「メディカル・カフェ」という対話の場を開く体制を整え始めた、「がん哲学外来 メディカル・カフェ」は、日本全国に約180ヵ所（2020年10月）まで広がりをみせた。樋野は「がん哲学外来」は「空っぽの器」のようなもので、「どんなに水を入れても底が抜けない空の器を用意して、私やスタッフはその器を頑丈にしているだけ。丈夫な器さえあれば、何を話してもいい。がん哲学というのは、人間学だからね」（文春オンラインインタビューより）と話した
。

### がん哲学外来カフェ
「がん哲学外来カフェ」はボランティアにより運営される。そこではがん患者、元がん患者やその家族・遺族、友人らが集まりひとつのテーブルを囲み、思いをシェアしたり、自由に語り合う。「がん」という共通のテーマでの集まりであるため、根底に互いを理解しようという気持ちが作用する。対話に慣れてくると、人生を楽しんで生きられるように変化する。
※がん哲学外来カフェ開設のガイドライン

### 患者の悩み
樋野によれば、患者の悩みで多いのが「病気」に対する悩み、「死」に対する悩み、それに「家族」に対する悩みであり、特に圧倒的に人間関係の悩みが多く、「がん」を宣告された途端、突如として人間関係が問題として浮上してくるが、医師の言葉で傷付いたり、家族から思いやりに欠けることを言われる、あるいは態度をとられるなど、患者の多くが、辛い思いを経験している。がんだとわかっただけでもショックが大きいのに加え、それを癒やしてもらえない人が実に多い。10年間で医療は日進月歩で、がん治療の成果は5年生存率も伸び、がんの65％は治癒できる時代になったにもかかわらず、心の有りようは、いつの時代も同じだ。時代と共に変わってきたのは、「会社」での悩みで、職場での働き方の問題で、大企業ではがん患者に配慮されることが多くなり、治療中の給料が保障され、就業時間も患者の体調に応じて対応する企業が増えたが、中小企業や自営業では改善されていないという。

### 言葉の処方箋
人は"病気"にはなっても、"病人"である必要はなく、病気を個性のひとつと見ることという視点が必要だ。樋野の"対話"での基本的な考え方としては、患者の多くが感じている"病気の苦しい自分"という狭い視野にある状態から、一旦外に引っ張り出してやれば、客観的な視点が備わる。その一助として、樋野は、「先人たちの言葉」を自分なりの解釈を施し、4-5つくらい対話の中で伝える。これを樋野は「言葉の処方箋」と呼んでいる。何を言ったかではなく、誰が言ったかが大事だと考え、自分自身の考えとしてよりも先人の言葉として話すほうが、聞き手も素直に耳を傾けることができるし、心に残ると考え、19歳の頃から読み続けている、新渡戸稲造、内村鑑三、南原繁、内原忠雄の4人の言葉を伝えるほか、旧約聖書なども引用する。樋野は前述の4人の著書を繰り返し読んできており、生きる「基軸」ができたという。たとえ残された人生が短いものだったとしても、役割を見つけた後の人生は、それまでの人生とは異なったものとなる。「自分の役割」は誰にも必ずあり、それを追求するのが、"人生"だと語っている。

### 社会復帰に関して
多くの患者で、術後に後遺症が残ったり、外来通院で抗がん剤治療や放射線治療を受け、以前のように働けないジレンマに悩む人も多いが、これらの人たちに対しては、価値観に関わるところだと断りながらも、給料や衣食住が足りていたら、仕事は干された方がよい。暇になることは、価値観を変えるチャンスだ、人と比較したり、競争するのをやめると、人は本当の自分の役割、使命を与えられる、病気をしたことで、それに気づく機会を得られると考えおり「病気になる前の自分に戻る」のではなく、死を意識し、今まで気に止めなかったことを感じるようになると、「もしかすると、この時のためだったのかもしれない」と気づく瞬間が訪れ、視点を変えることで、自分が生まれてきた理由や、本当の役割や使命がわかると考えており、「がん哲学外来」はその人の個性を引き出すことも目的の一つだとしている。

## 樋野の発言
- 自分を心配するのは一日一時間でいい。
- 冷たい医師にもいい医師がいる。
- がん細胞は不良息子と同じ。
- 何を望むか、よりも何を残すかが大切。